# Galveston (lớp tàu tuần dương)
Lớp tàu tuần dương Galveston là một lớp tàu tuần dương tên lửa điều khiển hạng nhẹ (CLG) của Hải quân Hoa Kỳ. Nguyên được chế tạo như những tàu tuần dương hạng nhẹ thuộc lớp Cleveland trong Chiến tranh Thế giới thứ hai, ba chiếc Galveston, Little Rock và Oklahoma City đã được xếp lại lớp vào năm 1957 và được trang bị hệ thống tên lửa đất đối không tầm xa Talos.

## Tái trang bị
Trong quá trình tái trang bị kéo dài hai năm, phần cấu trúc thượng tầng phía sau được thay đổi toàn bộ, tháo dỡ tất cả các khẩu pháo phía đuôi dành chỗ cho hai dàn phóng tên lửa Talos hai cần và một hầm đạn chứa 46 quả tên lửa. Ba cột ăn-ten lớn cũng được trang bị để mang một loạt các hệ thống radar, dẫn đường tên lửa và liên lạc.
Little Rock và Oklahoma City cũng đồng thời được cải biến thành soái hạm của hạm đội, bao gồm việc tháo dỡ hai tháp pháo 5 inch (127 mm) nòng đôi và một tháp pháo 6 inch (152 mm) ba nòng phía trước, thay thế bằng một cấu trúc thượng tầng đóng mới toàn bộ và mở rộng ra phía trước. Trong cấu hình không phải là soái hạm, Galveston giữ lại dàn vũ khí tiêu chuẩn phía trước của lớp Cleveland: ba tháp pháo 5 inch (127 mm) nòng đôi và hai tháp pháo 6 inch (152 mm) ba nòng.
Một quá trình cải biến tương tương tự cũng được tiến hành trên ba chiếc khác cùng lớp Cleveland là Providence, Springfield và Topeka trang bị hệ thống tên lửa đất-đối-không Terrier, hình thành nên lớp tàu tuần dương Providence. Providence và Springfield được trang bị như những soái hạm của hạm đội, nhưng Topeka thì không.

## Hoạt động
Giống như những chiếc thuộc lớp Providence, lớp Galveston mắc phải những vấn ̣đề nghiêm trọng về độ ổn định do trọng lượng bên trên quá nặng của hệ thống tên lửa. Thực ra, lớp Galveston bị ảnh hưởng nghiêm trọng hơn do kiểu tên lửa hạng nặng Talos hơn những chiếc trang bị tên lửa Terrier. Các biện pháp cắt giảm trọng lượng được áp dụng, cũng như sử dụng các trọng lượng dằn để cải thiện độ ổn định. Các con tàu, đặc biệt là Galveston, còn chịu ảnh hưởng của sự uốn cong lườn tàu.
Cả ba chiếc trong lớp Galveston đều được cho ngừng hoạt động và đưa về lực lượng dự bị giữa những năm 1970 và 1979. Khi các tàu chiến Hoa Kỳ được tái xếp lớp vào năm 1975, Little Rock và Oklahoma City được xếp lớp lại như những tàu tuần dương tên lửa (CG). Các con tàu được rút khỏi Đăng bạ Hải quân giữa những năm 1973 và 1979. Galveston bị tháo dỡ vào giữa những năm 1970, Oklahoma City bị đánh chìm như một mục tiêu vào năm 1999; riêng Little Rock được giữ lại như một tàu bảo tàng tại Buffalo, New York.

## Những chiếc trong lớp
| Tàu                   | Đặt lườn            | Hạ thủy             | Hoạt động           | Số phận                                                                      |
| Galveston (CLG-3)     | tháng 8 năm 1943    | 22 tháng 4 năm 1945 | 28 tháng 5 năm 1958 | Ngừng hoạt động tháng 5 năm 1970; bán để tháo dỡ tháng 5 năm 1975            |
| Little Rock (CLG-4)   | 6 tháng 3 năm 1943  | 27 tháng 8 năm 1944 | tháng 6 năm 1960    | Ngừng hoạt động tháng 5 năm 1976; hiện là tàu bảo tàng tại Buffalo, New York |
| Oklahoma City (CLG-5) | 8 tháng 12 năm 1942 | 20 tháng 2 năm 1944 | tháng 9 năm 1960    | Ngừng hoạt động tháng 12 năm 1979; đánh chìm như một mục tiêu năm 1999       |